# Maison des Sciences de l'Homme
Une maison des sciences humaines (MSH) regroupe sur un même lieu des moyens de recherche et des laboratoires comprenant des chercheurs issus de l’université et du CNRS, appartenant à des disciplines différentes relevant des sciences humaines et sociales, susceptibles de s’engager conjointement sur des programmes de recherche et ayant une forte ambition d’ouverture à la coopération internationale. Les maisons des sciences humaines ont une vocation de structuration de la recherche en sciences humaines et sociales au niveau régional, entre établissements universitaires et institutions de recherche.

## Histoire
La première maison des sciences humaines a été créée en 1963 à l'initiative de Fernand Braudel. À la suite de la dissémination des maisons des sciences humaines dans les régions, elle a pris le nom de Fondation Maison des sciences de l'homme car son rôle diffère de celles qui ont été créées dans toute la France (y compris dans l'agglomération parisienne) : elle a une fonction d'organisation et de soutien à la recherche aux niveaux européen et international.
En 2025, le Réseau national des Maisons des Sciences de l'Homme devient le Réseau national des Maisons des Sciences sociales et des Humanités (RnMSH). À la suite de cette modification, plusieurs MSH changent à leur tour de nom. 

## Liste des MSH en France
Le réseau comprend vingt-trois maisons des sciences humaines, réparties en France. Il s’est principalement constitué dans les années 1990 et 2000. Ces MSH assurent le regroupement, sur un même lieu, de moyens de recherche humains et matériels et, pour certaines d’entre elles, d’unités de recherche comprenant des chercheurs issus de l’université et du CNRS.
1. MSH-LSE - maison des sciences sociales et des humanités Lyon St-Étienne[3]
2. MSHB - maison des sciences humaines et sociales en Bretagne à Rennes, Brest, Lorient et Vannes[n 2]
3. MSH Ange-Guépin - maison des sciences sociales et des humanités Ange-Guépin à Nantes, Angers et Le Mans[4]
4. MSH Mondes - maison des sciences humaines et sociales mondes (MAE - Maison Archéologie et Ethnologie René-Ginouvès avant 2020) à Nanterre[5]
5. MISHA - maison interuniversitaire des Sciences de l'homme - Alsace à Strasbourg
6. MMSH - maison méditerranéenne des sciences humaines et sociales à Aix-en-Provence[6]
7. MSHS-T - maison des sciences de l'homme et de la société de Toulouse[n 3]
8. MRSH - maison de la recherche en sciences humaines à Caen[7]
9. MSH Alpes - maison des sciences humaines - Alpes à Grenoble[8]
10. FMSH - Fondation Maison des sciences de l'homme à Paris
11. MSH PN - maison des sciences humaines et sociales Paris-Nord à La Plaine Saint-Denis[9]
12. MSH Paris Saclay - maison des sciences sociales et des humanités de Paris-Saclay[10]
13. MSHS - maison des sciences humaines et sociales à Poitiers[11]
14. MSHBx - maison des sciences humaines (maison des sciences de l'homme avant novembre 2024) de Bordeaux[12]
15. MSH Sud - maison des sciences et des humanités à Montpellier[13]
16. MSH Dijon - maison des sciences sociales et des humanités à Dijon[14]
17. MSHS Sud-Est - maison des sciences humaines et sociales Sud-Est à Nice[15]
18. MSH Lorraine - maison des sciences sociales et des humanités à Nancy et Metz[16]
19. MSH Clermont-Ferrand - Maison des Sciences de l’Homme de Clermont-Ferrand (maison de la Recherche en lettres, langues et sciences humaines de 1999 à 2004) à Clermont-Ferrand[n 4]
20. MSHE - Maison des sciences humaines et environnementales Claude-Nicolas Ledoux à Besançon[17]
21. MSH Val de Loire - maison des sciences de l'homme Val de Loire à Tours[n 5]
22. MESHS - maison européenne des sciences de l'homme et de la société à Lille[n 6]
23. MSH-P - maison des sciences de l'homme du Pacifique, Polynésie française[18]